# Tamzin Merchant
Tamzin Merchant (ur. 4 marca 1987 w Sussex) – angielska aktorka, która wystąpiła m.in. w serialach Dynastia Tudorów, Salem i Supergirl. 

## Filmografia

### Film
| Rok  | Tytuł                                 | Rola            | Uwagi           |
| ---- | ------------------------------------- | --------------- | --------------- |
| 2005 | Duma i uprzedzenie                    | Georgiana Darcy |                 |
| 2008 | Radio Cape Cod                        | Anna            |                 |
| 2009 | Princess Kaiulani                     | Alice Davies    |                 |
| 2011 | Jane Eyre                             | Mary Rivers     |                 |
| 2012 | Second Wind                           | Anna            |                 |
| 2014 | Copenhagen                            | Sandra          |                 |
| 2014 | Cupid Carries a Gun                   |                 | krótkometrażowy |
| 2015 | Let Me Down Easy                      | Adah            | krótkometrażowy |
| 2015 | Dragonheart 3: The Sorcerer's Curse   | Rhonu           | film wideo      |
| 2015 | The Messenger                         | Sarah           |                 |
| 2016 | Tancerka                              | Kate            |                 |
| 2017 | Dragonheart: Battle for the Heartfire | Queen Rhonu     | film wideo      |
| 2019 | Gifts of the Heart                    | Lucy            | krótkometr.     |
| 2020 | Running Naked                         | Sara            |                 |
| 2022 | Sen nocy letniej                      | Helena          |                 |

### Telewizja
| Rok       | Tytuł                       | Rola             | Uwagi                |
| --------- | --------------------------- | ---------------- | -------------------- |
| 2005      | My Family and Other Animals | Margo Durrell    | TV film              |
| 2006      | The Good Housekeeping Guide | Sara Fox         | film TV              |
| 2006      | Casualty 1900s              | Eastwood         | odc. Casualty 1906   |
| 2008      | Kopignaty                   | Helena           | 1 odc.               |
| 2009–2010 | Dynastia Tudorów            | Katarzyna Howard | 3 i 4 sezon          |
| 2011      | Czerwona frakcja            | Lyra             | film TV              |
| 2011      | DCI Banks                   | Miranda Aspern   | 2 odc.               |
| 2012      | The Mystery of Edwin Drood  | Rosa Bud         | miniseial, 2 odc.    |
| 2013      | Murder on the Home Front    | Molly Cooper     | film TV              |
| 2014–2017 | Salem                       | Anne Hale        | 36 odc.              |
| 2017      | Supergirl                   | Lyra Strayd      | 4 odc.               |
| 2019–2023 | Carnival Row                | Imogen Spurnrose | gł. obsada           |
| 2019      | Thanks for the Memories     | Joyce Conway     | miniserial; gł. rola |
| 2023      | Tom Jones                   | ciotka Harriet   | miniserial; 4 odc.   |